# Skarlátmellű gyümölcsgalamb
A skarlátmellű gyümölcsgalamb (Ptilinopus bernsteinii) a madarak osztályának galambalakúak (Columbiformes) rendjébe és a galambfélék (Columbidae) családjába tartozó faj.

## Rendszerezése
A fajt Hermann Schlegel német ornitológus írta le 1863-ban, a Ptilopus nembe Ptilopus bernsteinii néven.

## Alfajai
- Ptilinopus bernsteinii bernsteinii (Schlegel, 1863) - Halmahera, Ternate és Batjan szigete (északi Maluku-szigetek
- Ptilinopus bernsteinii micrus (Jany, 1955) - Obi szigete (középső Maluku-szigetek)[2]

## Előfordulása
Indonéziához tartozó, Maluku-szigetek területén honos. Természetes élőhelyei a szubtrópusi vagy trópusi síkvidéki esőerdők. Állandó, nem vonuló faj.

## Megjelenése
Testhossza 29 centiméter.

## Életmódja
Gyümölcsökkel táplálkozik.

## Természetvédelmi helyzete
Az elterjedési területe kicsi, egyedszáma csökken, de még nem éri el a kritikus szintet. A Természetvédelmi Világszövetség Vörös listáján nem fenyegetett fajként szerepel.